# Mario Cottone
Mario Cottone, detto Truciolo (Bronte, 2 luglio 1960), è un fantino italiano.

## Biografia
Trasferitosi giovanissimo ad Asti, esordì nel Palio della città piemontese nel 1976, collezionando da lì in avanti una serie di buoni piazzamenti che misero in luce le sue doti tecniche e il suo coraggio. Tali qualità gli permisero, il 16 agosto 1984, di esordire al Palio di Siena con il giubbetto della Pantera, divenendo di fatto il primo fantino di scuola astigiana a correre in Piazza del Campo.
L'anno successivo arrivò la consacrazione al Palio di Asti. Il Rione San Martino-San Rocco, vittorioso l'anno prima con Andrea Degortes detto Aceto, gli affidò un purosangue giunto dall'Austria per puntare a vincere. Truciolo non deluse le attese e la spuntò per poco più di una testa, beffando in volata proprio Aceto, che aveva ricostituito per il Borgo Tanaro Trincere Torrazzo la stessa accoppiata vincente nel 1984.
Questa vittoria, ottenuta anche grazie ad un furioso scambio di nerbate con il celebre fantino sardo, convinse la Contrada della Giraffa ad affidargli, in occasione del Palio di Siena del 16 agosto 1986, il poco quotato barbero Fenosu. Contro tutti i pronostici, Truciolo vinse il Palio, resistendo fino all'ultimo agli attacchi del fantino della Torre, Salvatore Ladu detto Cianchino, e cogliendo la sua unica vittoria in Piazza del Campo.
Nel 1981 Mario viene ingaggiato a Legnano, per la Contrada San Domenico. La corsa del 1981 è uno dei momenti che ha segnato la storia del Palio di Legnano. Durante la finale infatti Cottone, al comando dall'uscita dal canapo, si fece quasi raggiungere dalla contrada San Bernardino, rappresentata da Leonardo Viti detto Canapino, che montava "Valsandro". Neppure il fotofinish riuscì a stabilire chi avesse vinto, così i capitani delle due contrade concordarono di far disputare una "finale bis" tra le due contrade. La brillante partenza di Truciolo su Hirish Karabash ebbe la meglio sull'esperienza di Canapino e ai contradaioli di San Domenico non restò che rituffarsi in campo per festeggiare il ritorno del crocione per la terza volta nella chiesa di contrada.
Dopo un secondo posto nel 1982, Truciolo riuscì a dare il meglio nel palio del 1984. Mario vinse la prima batteria e si aggiudicò un posto in finale, e con un terreno pessimo Truciolo riuscì a portare la quarta vittoria a San Domenico.
Negli anni successivi, la carriera di Truciolo fu pesantemente condizionata da infortuni (tra cui un incidente motociclistico) e altre vicende che gli impedirono di cogliere nuovi successi per parecchi anni. La più clamorosa fu l'esclusione a vita dal Palio di Legnano, avvenuta nel 1987, proprio all'apice della sua carriera: ingaggiato dalla Contrada San Martino per il Palio di quell'anno, infatti, Truciolo fu coinvolto in una rissa in cui rimasero feriti due reggenti della Contrada Legnarello. In seguito a questo episodio il fantino astigiano fu sostituito da Sergio Ruiu detto Il Professore ed escluso a vita dalla manifestazione.
All'inizio degli anni novanta, Truciolo iniziò ad occuparsi dell'allenamento dei cavalli di Gaetano Guarino, appassionato astigiano divenuto nel 1994 rettore del comune di Moncalvo, partecipante al Palio di Asti. Fu proprio allora che avvennero gli episodi destinati a far passare Truciolo alla storia di questo Palio: osservando le caratteristiche di una cavallina giunta dall'est europeo, infatti, Truciolo e Guarino scoprirono che, pur non avendo particolari doti di potenza, Rapsodia (questo il nome della cavallina), possedeva un naturale istinto da capobranco e che nessun purosangue era in grado di superarla quando correva libera. Truciolo iniziò quindi in gran segreto ad allenarla a correre scossa e, al Palio di Asti, dopo aver superato a fatica la batteria eliminatoria, si presentò al canapo della finale, assicurò le briglie al collo della cavallina e si tuffò verso lo steccato al momento del via. Il trucco riuscì alla perfezione: Rapsodia andò in testa alla prima curva per non essere più raggiunta, e regalò a Moncalvo il terzo Palio, dopo quelli del 1988 e 1989. L'anno successivo, Truciolo ripeté lo stesso trucco: Rapsodia (ribattezzata ironicamente "Stasera mi butto") non riuscì ad andare subito in testa alla corsa ma, nonostante questo, rimontò e vinse di nuovo. Alcuni giorni dopo, alcuni borghigiani di Viatosto inscenarono una vera e propria processione funebre per celebrare la presunta fine della carriera di fantino di Truciolo, con tanto di posa di una lapide nel punto in cui si era lasciato cadere da cavallo. Truciolo continuò, sebbene per poco, a correre, ma il trucco impiegato per vincere i palii del 1994 e del 1995 ebbe una ripercussione a livello regolamentare: a partire dal Palio successivo, infatti, lo stratagemma di lasciarsi scivolare appositamente da cavallo fu vietato con una norma ad hoc.
Sull'onda dei nuovi successi astigiani, la Contrada della Pantera ingaggiò Truciolo per limitare la rivale Aquila in occasione del Palio del 16 agosto 1996, ma dopo appena due prove il fantino astigiano fu sostituito da Franco Casu detto Spirito. La sua ultima partecipazione al Palio di Asti risale al 1996, quando fu ingaggiato dal Borgo San Pietro. In quella occasione, Truciolo provocò ripetutamente false partenze in batteria, rimediando però due cadute e infortunandosi leggermente. Sebbene fosse comunque in grado di gareggiare, il rettore del Borgo fu obbligato dal Capitano in accordo col mossiere Amos Cisi e gli altri rettori, a sostituirlo con Loris Armosino, anche per porre fine alla confusione creata tra i canapi dalle continue false partenze. Questo episodio segnò, di fatto, la fine della carriera di fantino di Truciolo.

## Presenze al Palio di Siena
Le vittorie sono evidenziate ed indicate in neretto.
| Palio             | Contrada   | Cavallo              | Note   |
| ----------------- | ---------- | -------------------- | ------ |
| 16 agosto 1984    | Pantera    | Diciousu de Zamaglia | scosso |
| 16 agosto 1986    | Giraffa    | Fenosu               |        |
| 13 settembre 1986 | Giraffa    | Amore                | scosso |
| 2 luglio 1987     | Giraffa    | Marilù               |        |
| 2 luglio 1988     | Civetta    | Figaro               |        |
| 16 agosto 1988    | Giraffa    | Sole Rosso           | scosso |
| 2 luglio 1989     | Chiocciola | Galleggiante         | scosso |

## Presenze agli altri Palii

### Palio di Asti
| Palio | Rione, Borgo, Comune           | Cavallo                          | Piazzamento e premio                    |
| ----- | ------------------------------ | -------------------------------- | --------------------------------------- |
| 1976  | Comune di Canelli              | Avella                           | 6º                                      |
| 1977  | Rione Santa Caterina           | Fair Display                     | Non partito in finale                   |
| 1978  | Borgo Santa Maria Nuova        | Marconero                        | Eliminato in batteria                   |
| 1979  | Borgo Tanaro Trincere Torrazzo | Topazio                          | Eliminato in batteria                   |
| 1980  | Rione San Silvestro            | Gnagna                           | Eliminato in batteria                   |
| 1981  | Borgo San Lazzaro              | Hiris Karabas                    | 3º (Speroni)                            |
| 1982  | Rione San Paolo                | Anteriv                          | Eliminato in batteria                   |
| 1983  | Comune di Montechiaro          | Mister Volo                      | Eliminato in batteria                   |
| 1984  | Borgo Viatosto                 | Touch Typing                     | Eliminato in batteria                   |
| 1985  | Rione San Martino-San Rocco    | Prairie Speedy (Olivolì Olivolà) | 1º (Palio)                              |
| 1987  | Borgo Torretta                 | Gerarthy                         | Eliminato in batteria                   |
| 1988  | Rione San Martino-San Rocco    | Diani Beach                      | Non arrivato in finale                  |
| 1989  | Borgo Don Bosco                | Ever First                       | 5º (Coccarda)                           |
| 1990  | Borgo Don Bosco                | Mister One                       | 6º                                      |
| 1993  | Comune di Castell'Alfero       | Jesienni Mroc (Flash)            | Eliminato in batteria                   |
| 1994  | Comune di Moncalvo             | Rapsodia (scosso)                | 1º (Palio)                              |
| 1995  | Comune di Moncalvo             | Rapsodia (scosso)                | 1º (Palio)                              |
| 1996  | Borgo San Pietro               | La Volpe                         | Sostituito alla mossa da Loris Armosino |

## Altre vittorie
- Palio di Legnano: 2 vittorie (1981 e 1984, entrambe per la Contrada San Domenico)
- Torneo equestre del Monferrato: 2 vittorie (1981 e 1982, entrambe per il Comune di Cereseto)